# Ярве (Таллінн)
Ярве (ест. Järve — «Озерний») — мікрорайон у районі Крістійне міста Таллінн, столиці Естонії.

## Географія

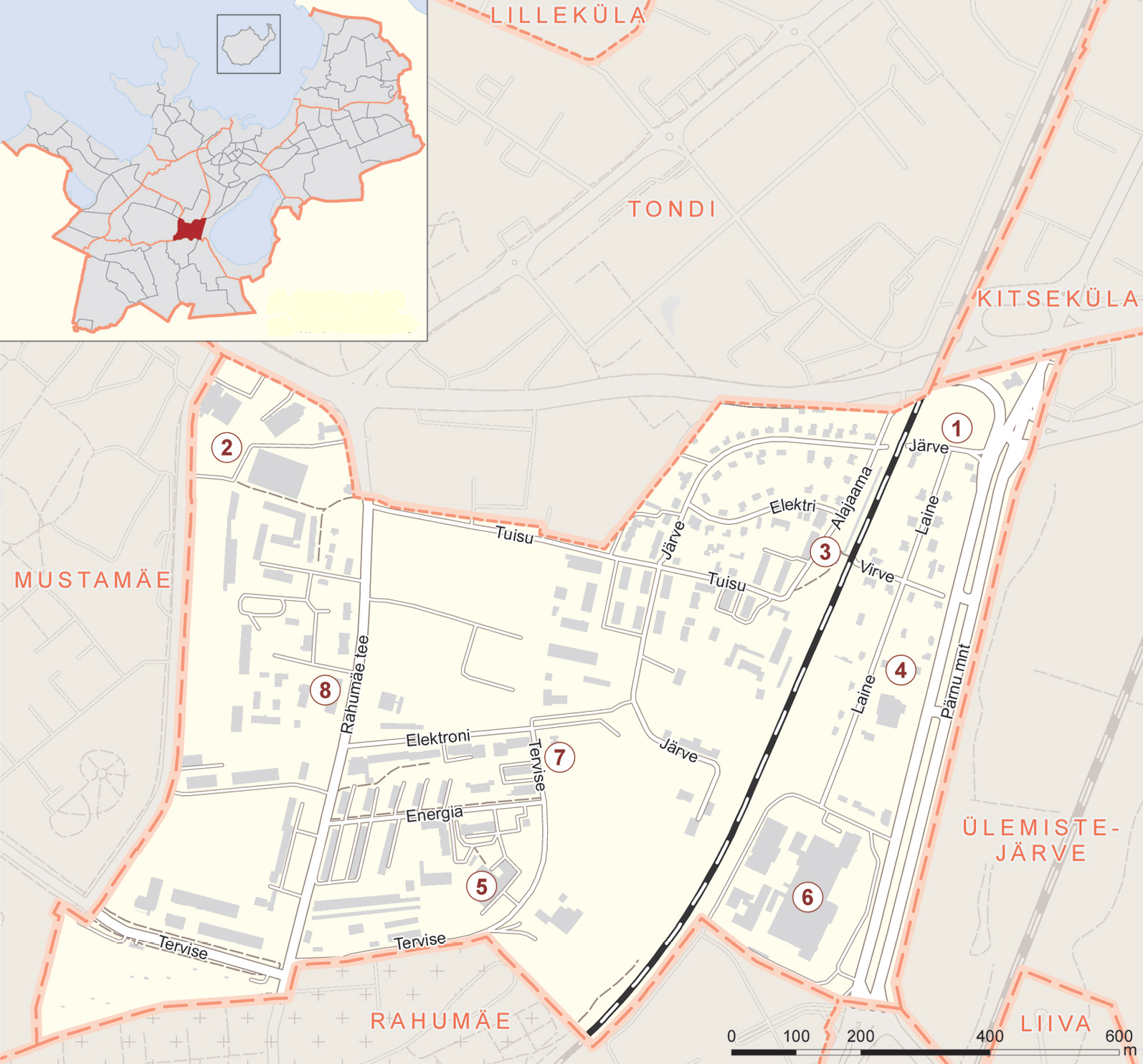
Карта мікрорайону Ярве

Площа — 1,05 км2. Назву мікрорайон отримав через близькість до озера Юлемісте.

## Вулиці
Територією мікрорайону проходять вулиці Алаяама, Вірве, Лайне, Пярнуське шосе, Рахумяе, Тервізе, Туйсу, Електрі, Електроні, Енергія, Ярве.

## Громадський транспорт
У мікрорайоні курсують міські автобуси маршрутів № 5, 13, 17, 17А, 18, 20, 20А, 23, 32, 36, 45, 57 та 61.

## Населення
| Чисельність населення | Чисельність населення | Чисельність населення | Чисельність населення | Чисельність населення | Чисельність населення | Чисельність населення | Чисельність населення | Чисельність населення | Чисельність населення | Чисельність населення | Чисельність населення | Чисельність населення | Чисельність населення |
| 2008                  | 2010                  | 2011                  | 2012                  | 2013                  | 2014                  | 2015                  | 2016                  | 2017                  | 2018                  | 2019                  | 2020                  | 2021                  | 2022                  |
| --------------------- | --------------------- | --------------------- | --------------------- | --------------------- | --------------------- | --------------------- | --------------------- | --------------------- | --------------------- | --------------------- | --------------------- | --------------------- | --------------------- |
| 2841                  | ▲2889                 | ▲2909                 | ▼2866                 | ▲2899                 | ▲2976                 | ▼2969                 | ▲2974                 | ▼2957                 | ▼2956                 | ▼2887                 | ▼2884                 | ▼2838                 | ▼2807                 |

## Установи та організації
- Energia tn 8 — клініка з відновлення та догляду Іда-Таллінської Центральної лікарні[et];
- AH Tammsaare tee 47 — бюро обслуговування Пих'яської префектури поліції;
- Tervise tn 30 — Інститут судової експертизи Естонії[et];
- Rahumäe tee 4B — Департамент зовнішньої розвідки Естонії[et];
- Järve tn 34A — Державний центр оборонних інвестицій[et].

## Галерея

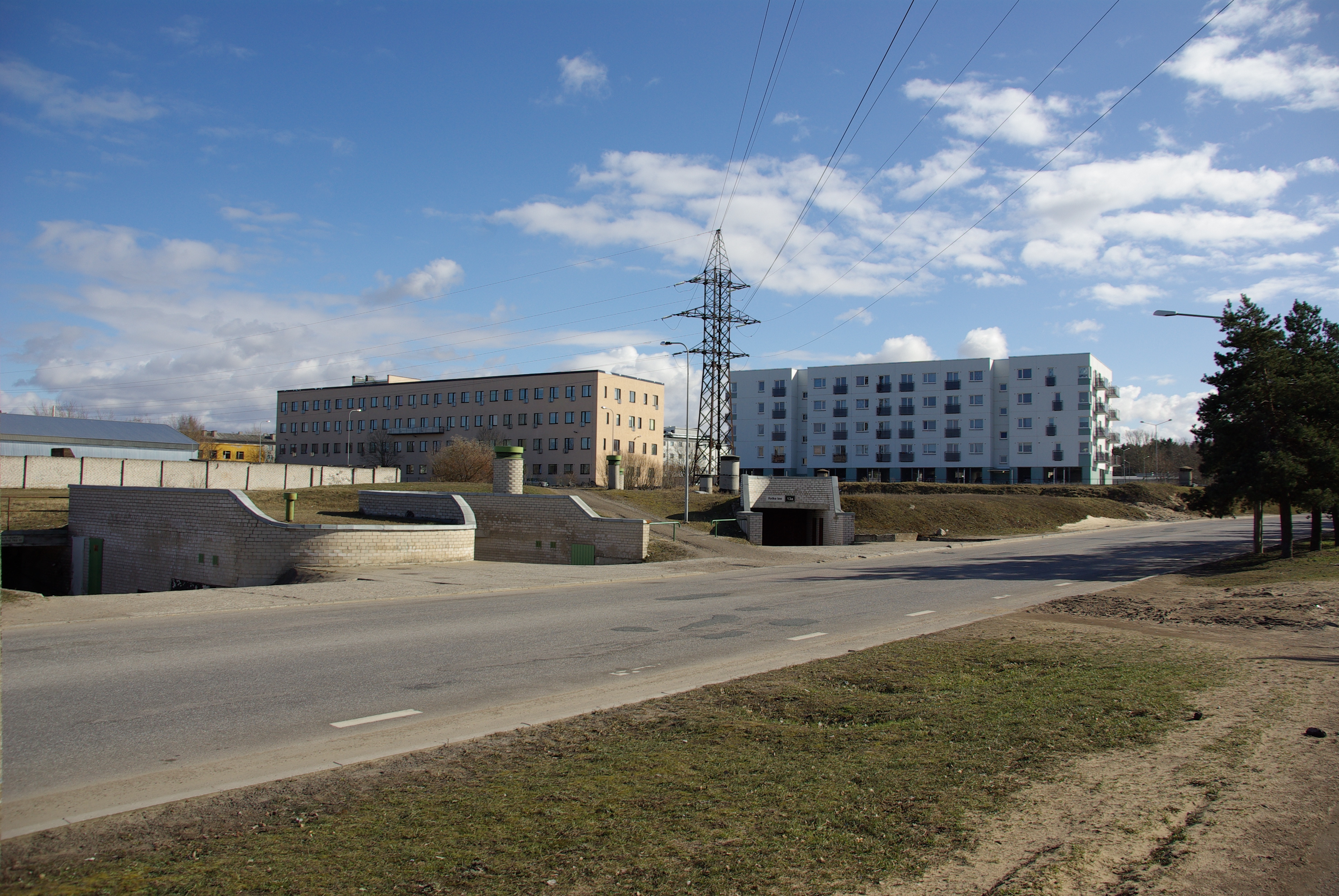
Вулиця Ретке в мікрорайоні Ярве
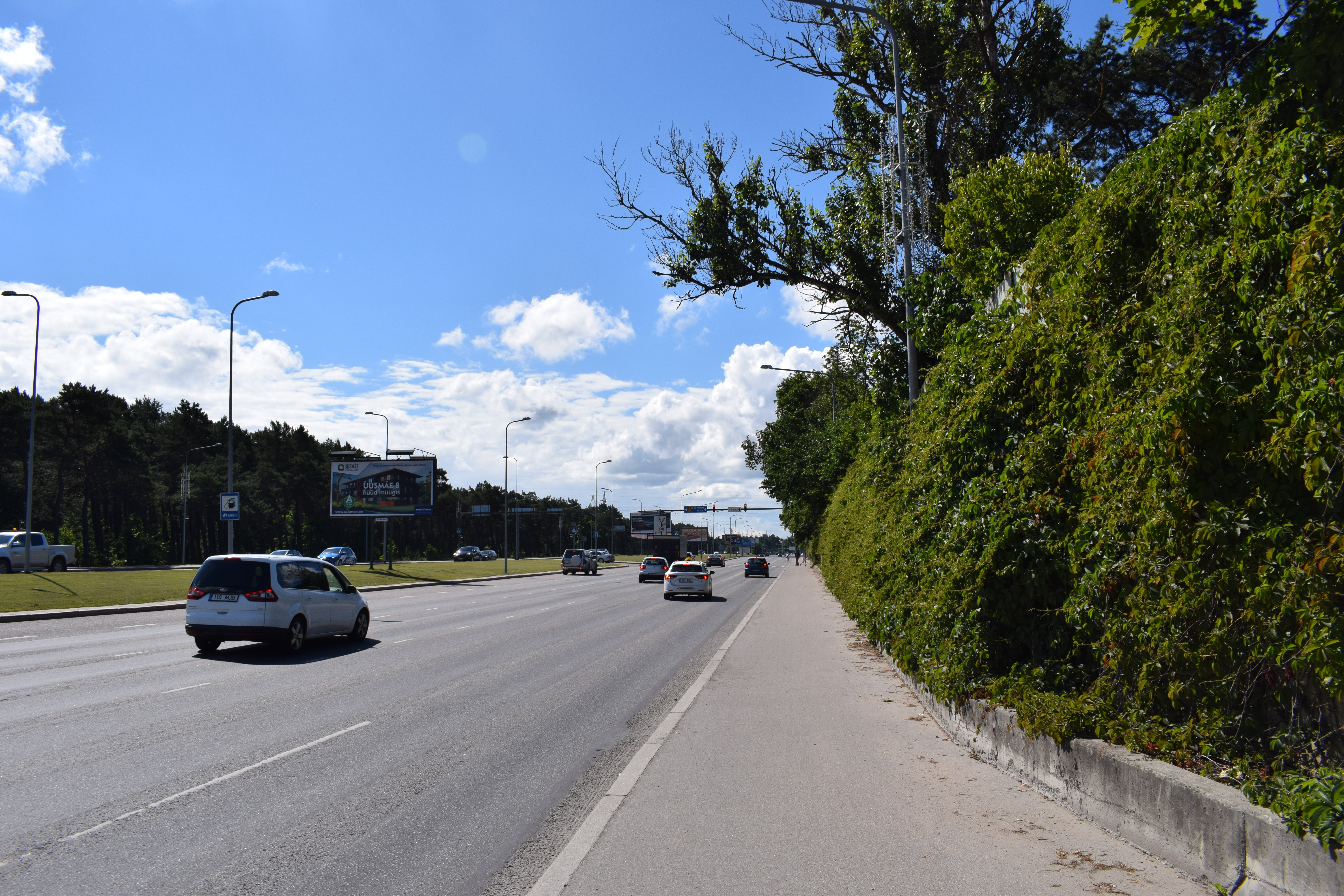
Пярнуське шосе в мікрорайоні Ярве
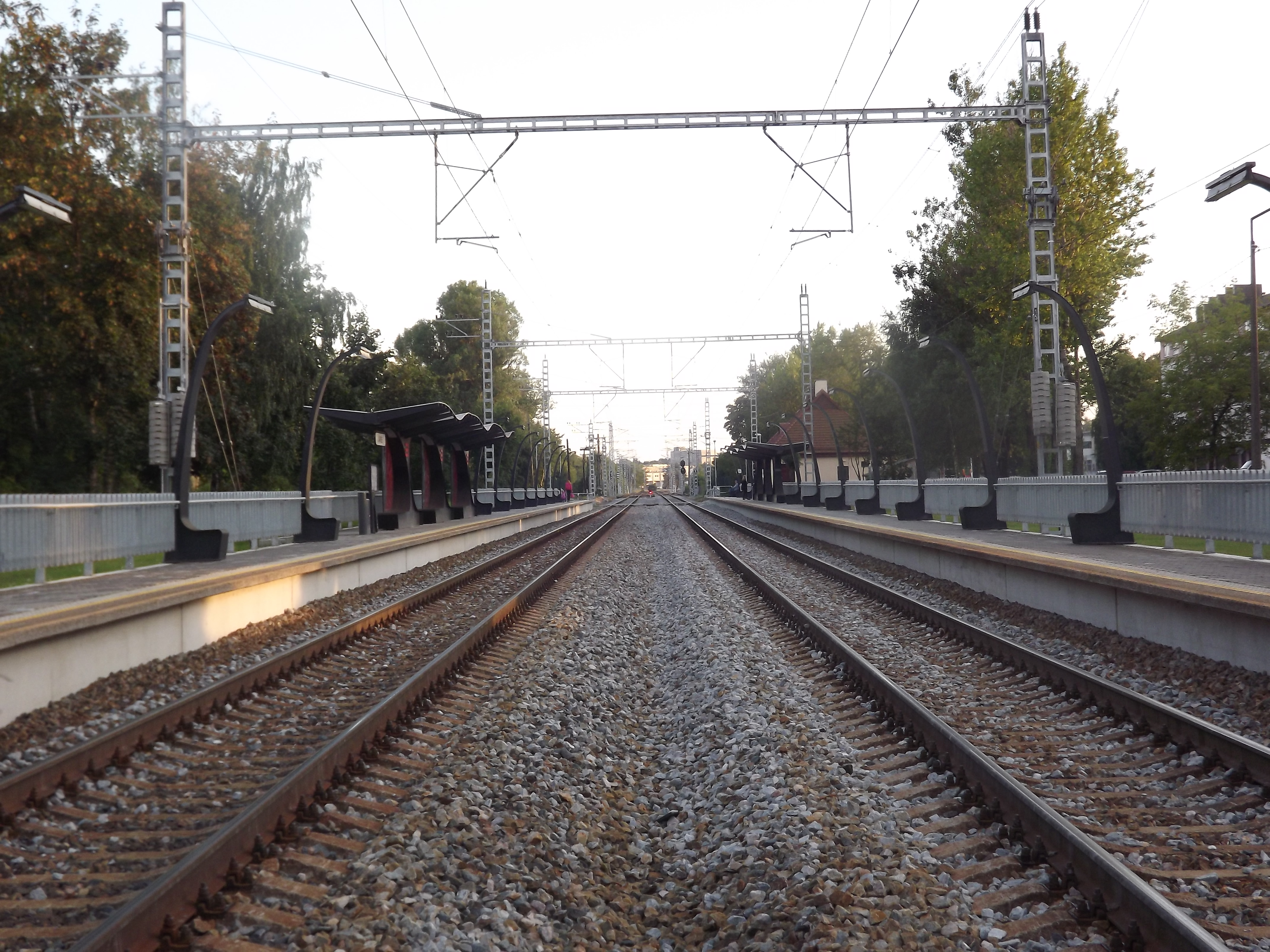
Залізнична зупинка «Ярве»
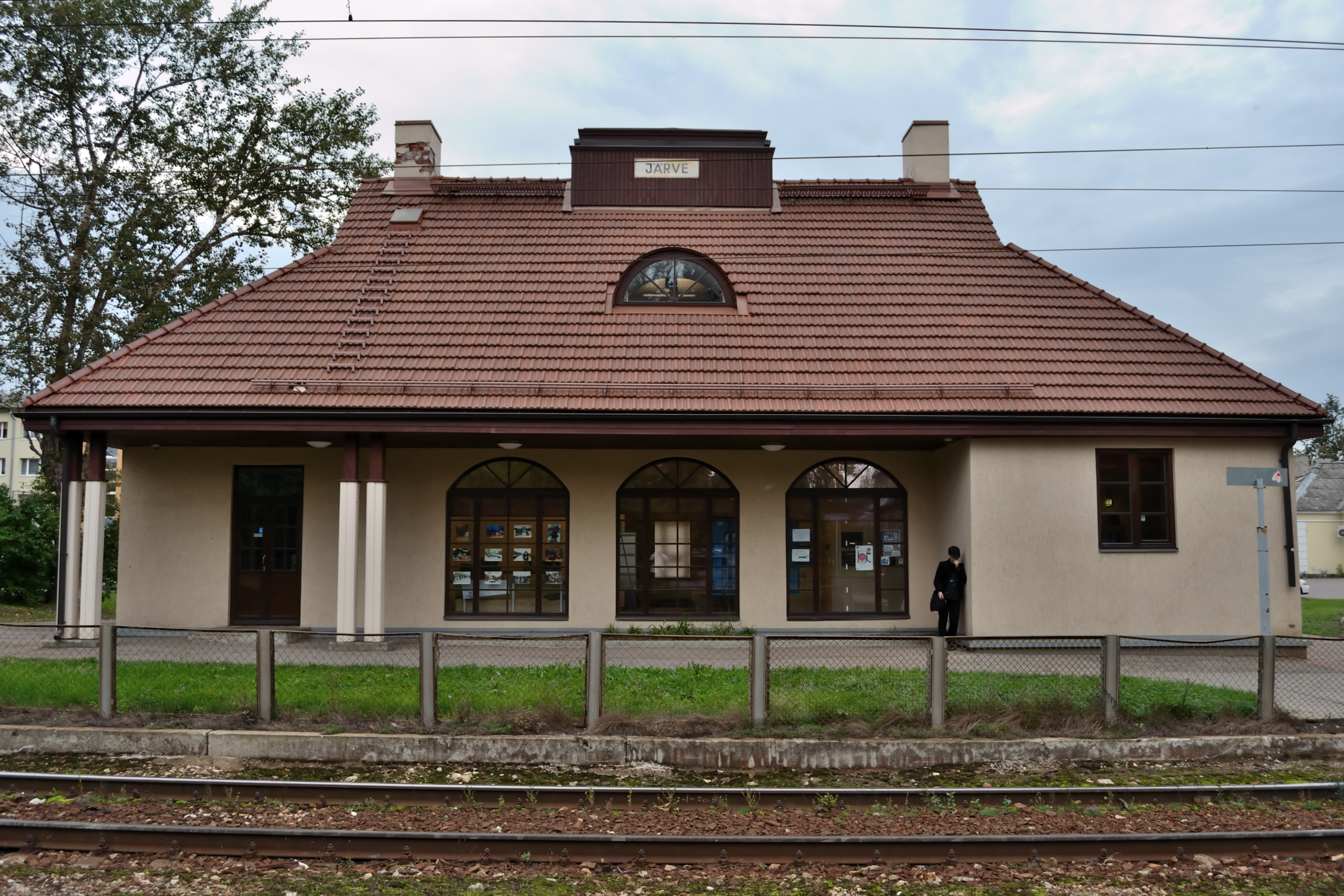
Колишня будівля залізничного вокзалу «Ярве» (пам'ятка культури, 1926)
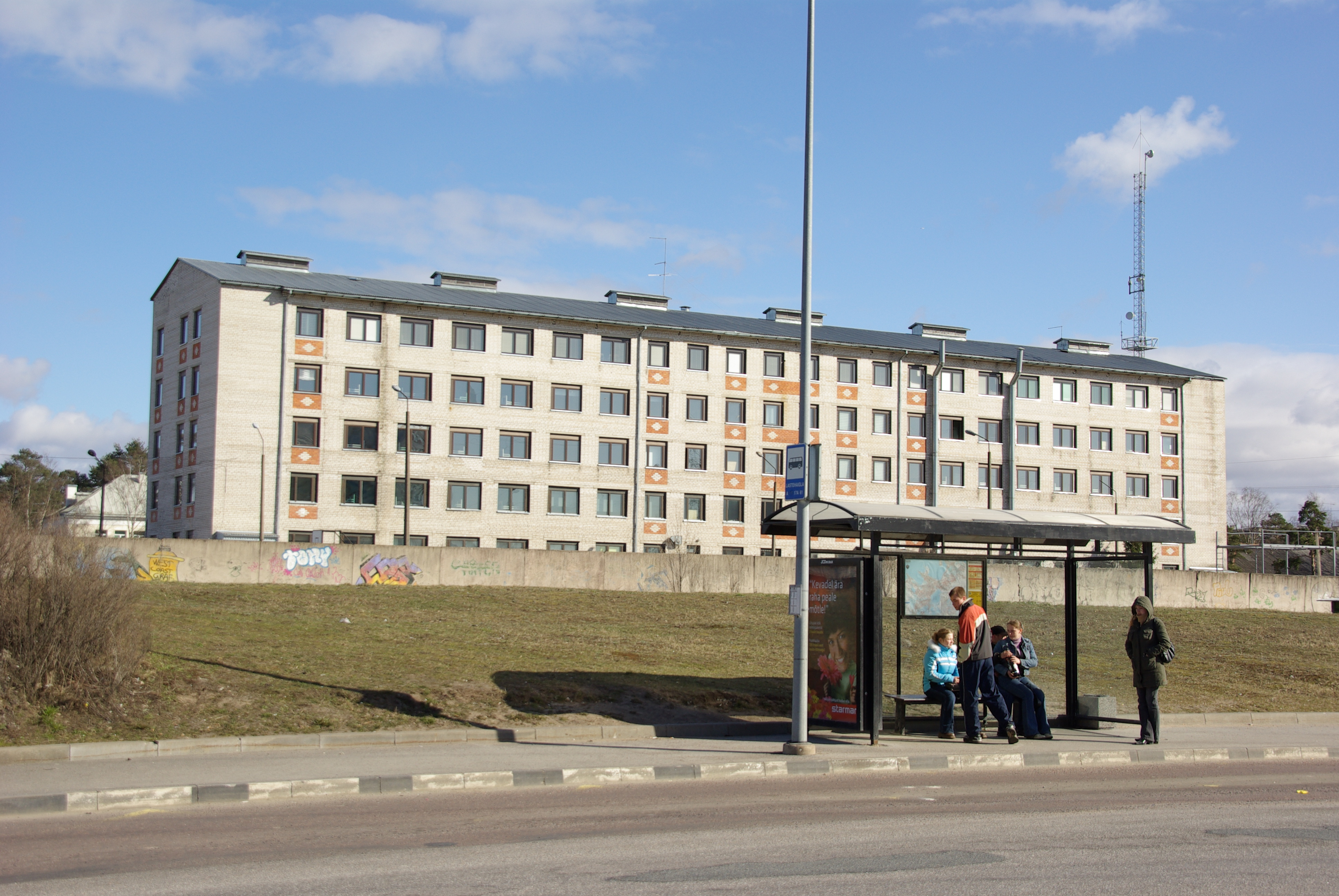
Колишня казарма радянських військ
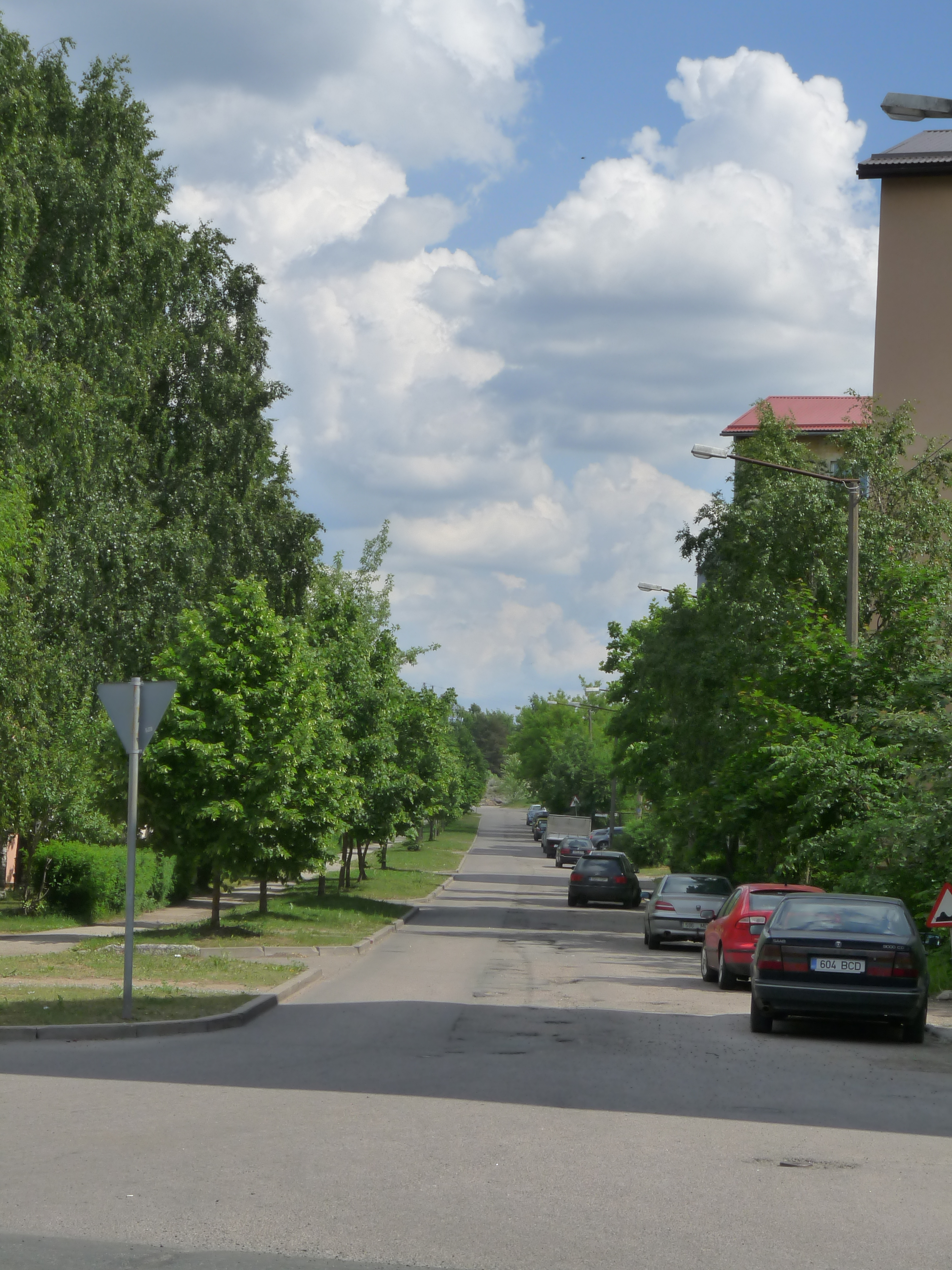
Вулиця Енергія